# Malé
Malé (em língua dhivehi: މާލެ, pronunciado: "Maha-alay") é a maior cidade e capital das Maldivas. A cidade está localizada no extremo sul do Atol Kaafu. Também é uma das subdivisões administrativas do país. Tradicionalmente foi a ilha do Rei, onde a antiga dinastia real das Maldivas governava e onde seu palácio era localizado. Hoje é sede do governo e centro de negócios, comercial, empresarial e educativo. Tem uma população de aproximadamente 80 mil pessoas, sendo aproximadamente um terço da população do país.
A ilha é fortemente urbanizada, com a cidade ocupando-a praticamente por inteiro e é a cidade mais densamente povoada do mundo. Malé foi golpeada pelo tsunâmi que varreu através a costa ocidental de Sumatra em 26 de dezembro de 2004. Foi afetada pelo sismo do Oceano Índico, cujas ondas inundaram dois terços da cidade.

## Etimologia
O nome Malé foi retirado da palavra Mahaalay que veio do sânscrito, língua influente na região. O nome deriva de maha, que significa "grande" ou "ótimo" e aalay, que significa "casa". Normalmente a palavra Mahaalay é utilizada para denominar o palácio de um rei ou a capital (ilha do rei) em sânscrito. Entretanto, os contos tradicionais sugerem uma origem diferente deste nome.
O conjunto inteiro de ilhas (Maldivas), leva o nome de sua capital. A palavra "Maldivas" significa "as ilhas de Malé"

## História
Os primeiros habitantes das Maldivas foram budistas. Em 1153,os muçulmanos conquistaram as Maldivas. Anos mais tarde o arquipélago passou pelas mãos de portugueses, neerlandeses e ingleses, sendo que estes últimos transformaram Malé em um protetorado (entre 1887 e 1965). Em 1953 foi tentada estabelecer uma república mas poucos meses depois, a cidade foi restabelecida ao sultanato. Em 1968 foi reinstaurada a república, continuando Malé como capital.
Em 29 de setembro de 2001 foi explodida uma bomba perto de uma mesquita, ferindo 12 turistas. É considerada a primeira bomba que já explodiu em grandes proporções na cidade.
No dia 26 de dezembro de 2004, ocorreu o devastador terremoto em Sumatra e o tsunâmi posterior inundou dois terços da cidade. O tsunâmi e o terremoto causaram 220 mil mortos ao largo de todo o Oceano Índico.

## Subdivisões
A cidade é subdividida em seis partes, sendo quatro na ilha de Malé. A ilha de Vilingili, formalmente um resort turístico e antes uma prisão, é a quinta divisão (Vilimalé). A sexta divisão é Hulhumalé, uma ilha artificial e cidade desde 2004. Além destes, o Aeroporto Internacional de Malé faz parte da cidade. Existe planos para a criação de uma ilha porto no recife de Gulhi Falu.
| Nr. | Divisão         | Área (ha) | População Censo 2006 | Densidade | Coordenadas                 | Observações                     |
| --- | --------------- | --------- | -------------------- | --------- | --------------------------- | ------------------------------- |
| 1   | Henveiru        | 59.1      | 23,597               | 39,927.2  | 4° 10′ 37″ S, 73° 30′ 48″ L | Ilha de Malé                    |
| 2   | Galolhu         | 27.6      | 19,414               | 70,340.6  | …                           | Ilha de Malé                    |
| 3   | Machchangolhi   | 32.6      | 19,580               | 60,061.3  | …                           | Ilha de Malé                    |
| 4   | Maafannu        | 75.9      | 29,964               | 39,478.3  | …                           | Ilha de Malé                    |
| 1-4 | Malé (Ilha)     | 195.2     | 92,555               | 47,415.5  | 4° 10′ 28″ S, 73° 30′ 34″ L | Ilha de Malé                    |
| 5   | Vilimalé        | 31.8      | 6,956                | 21,874.2  | …                           | Ilha de Villingili              |
| 6   | Hulhumalé       | 200.9     | 2,866                | 1,426.6   | …                           | ilha artificial                 |
| -   | Ilha de Hulhule | 151.9     | 1,316                | 866.4     | …                           | Aeroporto Internacional de Malé |
| -   | Gulhi Falhu     | -         | -                    | -         | …                           | ilha porto planejada            |
|     | Malé (cidade)   | 579.8     | 103,693              | 17,884.3  | 4° 10′ 28″ S, 73° 30′ 34″ L |                                 |

A ilha de Malé é a segunda mais densamente povoada do mundo, depois de Ap Lei Chau em Hong Kong.

## Infra-estrutura
Como não há mais terras adiante no país, toda a infra-estrutura está localizada na cidade. A água fornecida é terrena dessanilizada; a água chega através de bombas de salombra com 50-60m de profundidade e dessaliniza usando a osmose inversa. A energia elétrica é gerada na cidade utilizando geradores de diesel. O esgoto é bombeado para não ir diretamente para o mar. Os recursos sólidos são transportados para ilhas próximas, onde são usados para preencher as lacunas. O aeroporto foi construído neste sentido, e atualmente, a lagoa Thilafushi está sendo preenchida.
Na cidade pode-se encontrar todos os serviços básicos; além destes, conta com bancos, numerosos caixas automáticos e a maioria das empresas de correio internacionais. Possui vários centros de saúde, como o Hospital Indira Ghandi Memorial (IGMH), que é o maior do país, e na saúde privada o Hospital ADK é o mais importante. Existe também um serviço de táxi, cujo valor máximo é regulamentado pelo governo.

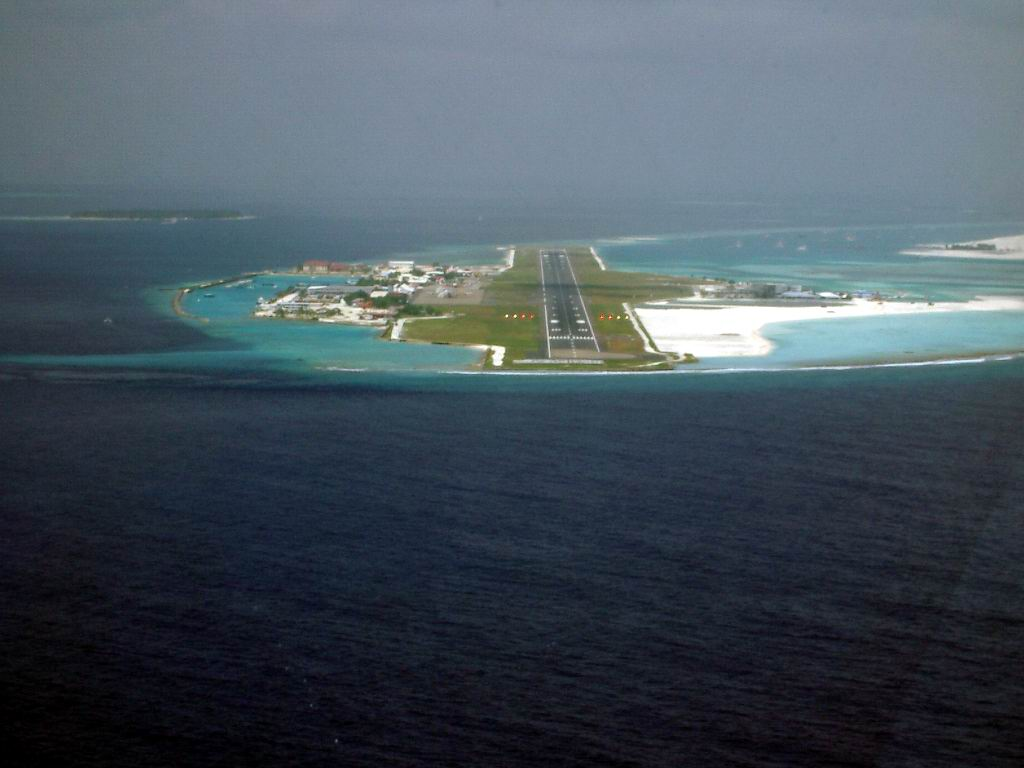
O Aeroporto Internacional de Malé

## Economia
O turismo é a maior atividade econômica nas Maldivas, respondendo por 28% do PIB e mais de 60% das receitas cambiais. Mais de 90% das receitas fiscais do governo vem de direitos de importação e impostos relacionados com o turismo.
Malé tem muitas atrações turísticas e resorts próximos. A cidade também é o centro comercial e possui o porto principal do país.

## Transporte

### Aéreo
O Aeroporto Internacional de Malé é o principal aeroporto das Maldivas. Foi por muito tempo o único aeroporto internacional das Maldivas. O aeroporto foi inaugurado em 12 de abril de 1966.